# Jacob Friedrich Isenflamm

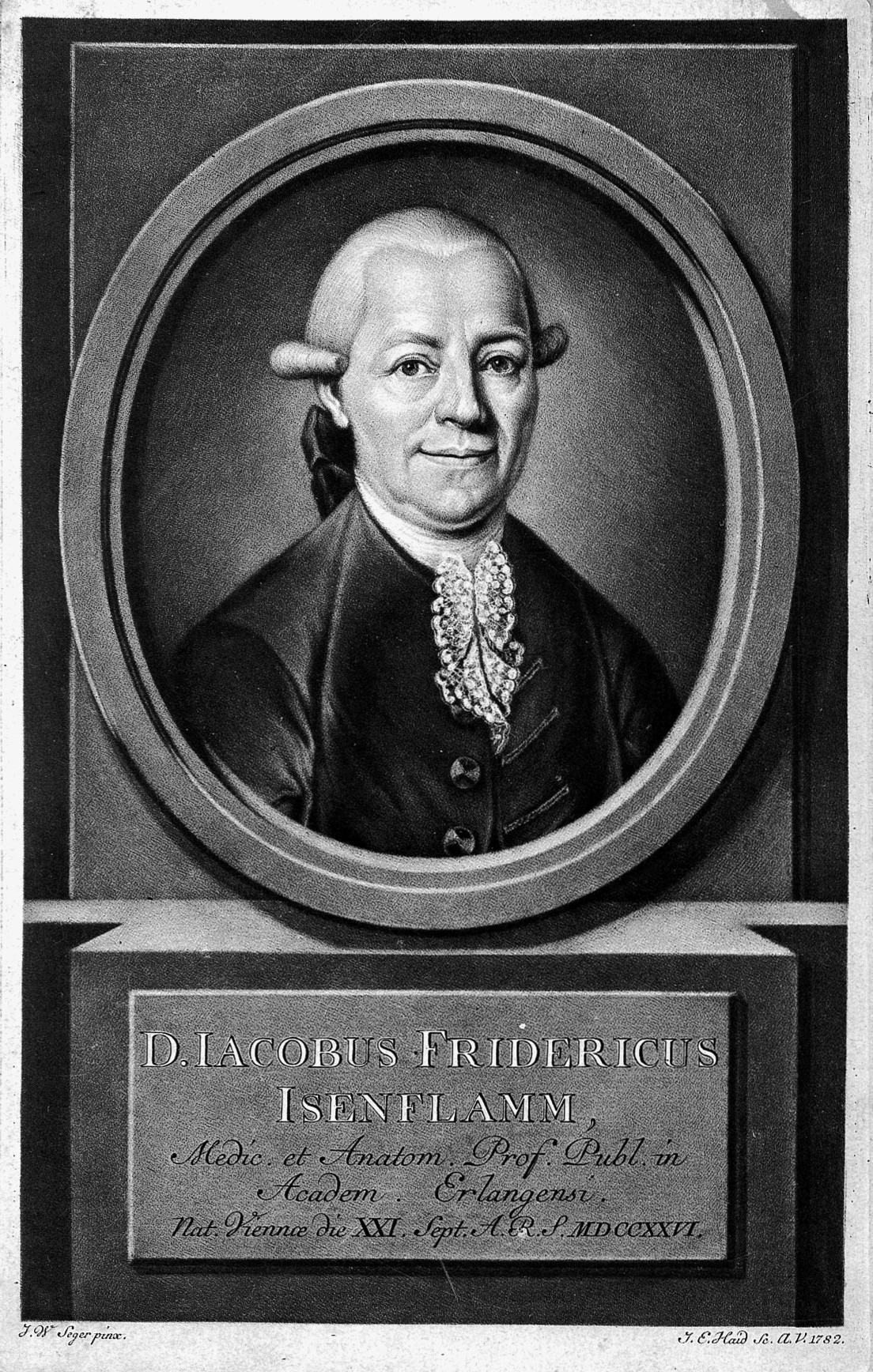
Jakob Friedrich Isenflamm (Porträt von Johann Elias Haid (1782))

Jacob Friedrich Isenflamm (* 21. September 1726 in Wien; † 23. Februar 1793 in Erlangen) war ein deutscher Mediziner und Hochschullehrer.

## Leben
Jacob Friedrich Isenflamm wurde als Sohn des kaiserlichen Kriegs- und Hofrates Johann Bernhard Isenflamm (* unbekannt; † 1741) und dessen Ehefrau Anna Maria, geborene von Römers (* unbekannt; † 1733), geboren.
1734 kam er im Alter von acht Jahren auf das Gymnasium in Preßburg, dort hatte er Unterricht bei Matthias Bel, mit dem sein Vater befreundet war. Aufgrund des Russisch-Österreichischen Türkenkrieges sowie dem Ausbruch der Pest in Preßburg, war er gezwungen 1738 nach Wien zurückzukehren. 1740 kam es nach dem Tod Karls VI. in Wien zu öffentlichen Unruhen, so dass er gemeinsam mit seinem Vater nach Preßburg ging, allerdings starb sein Vater bereits kurz darauf, so dass er seine schulische Ausbildung unterbrechen musste.
Er verließ Österreich 1741 und ging nach Neustadt an der Aisch zum Superintendenten Johann Christian Lerche (1691–1768), der ebenfalls mit seinem Vater befreundet war. Auf dem dortigen Gymnasium beendete er seine Studien der Studia humanitatis. Nachdem er 1743 der Inauguration der Universität Erlangen beigewohnt hatte, 1744 als Student der Universität aufgenommen und begann ein Medizinstudium, das er am 8. Mai 1749 mit seiner Dissertation De congestionum mechanismo als Dr. med. beendete.
Als Begleiter eines Edelmannes reiste er zunächst nach Schwaben und dann 1750 nach Wien. Dort war es ihm als Protestant zwar untersagt, als Arzt zu praktizieren, allerdings leistete er in den Häusern mehrerer Gesandter seine ärztlichen Dienste und nutzte gleichzeitig die Gelegenheit am physisch-mathematischen Museum der Jesuiten Vorlesungen bei Gerard van Swieten, Anton de Haen, des Anatomen Johann Lorenz Gasser, des Botanikers Robert de Laugier (1722–1793) und des Paters Joseph Franz zu hören und das akademische sowie das spanische Hospital zu besuchen. Jacob Friedrich Isenflamm lernte in dieser Zeit auch den Reichshofrat Baron Georg Christian von Knorr kennen, der eine große Bibliothek besaß und dessen beide Söhne, Christoph Christian von Knorr und Josef von Knorr, er in Mathematik und anderen Wissenschaften unterrichtete. Als diese später als Offiziere der kaiserlichen Armee dienten, wurde er zu deren Behandlung von Erkrankungen und Verwundungen mehrmals, teils nach Prag und teils ins Feld gerufen.
Nach dem Tod des Barons von Knorr 1762, entschloss er sich, im Frühjahr zunächst nach Holland zu reisen und besuchte dort Utrecht und Leyden, von da aus reiste er über Leuven nach Paris und hielt sich dort mehrere Monate auf, um die dortigen Hospitäler und Sammlungen zu besuchen; er reiste dann über Straßburg, wo er sich ebenfalls einige Zeit aufhielt, zurück nach Wien.
Auf die Empfehlung des Grafen von Ellrodt aus Bayreuth erhielt er 1763 vom Bayreuther Markgrafen Friedrich Christian, mit dem Charakter des Hofrats, die Berufung zum dritten ordentlichen Professor der Medizin und Anatomie an der Universität Erlangen. Dort trat er im März 1764 mit seiner Rede De mutuo scientiae medicae reliquarumque scientiarum vincule an und wurde noch im gleichen Jahr zum zweiten Professor der Medizin ernannt.
1784 und 1785 lehnte er Berufungen an die Universitäten in Göttingen und in Pavia ab. 1791 wurde er zum ersten Professor der Medizin ernannt. Bis zu seinem Tod 1793 bekleidete er siebenmal das Amt des Prorektors an der Universität Erlangen.
Jacob Friedrich Isenflamm war verheiratet mit Jacobine Christine (1747–1786), eine Tochter des Erlanger Theologen Johann Rudolf Kiesling (1706–1778). Gemeinsam hatten sie mehrere Kinder. Hiervon sind namentlich bekannt:
- Heinrich Friedrich Isenflamm (20. Juni 1771 in Erlangen, † 23. Mai 1828 ebenda), Anatom;
- Johann Christian Friedrich Isenflamm.

## Ehrungen und Mitgliedschaften
Am 16. Februar 1770 wurde Jacob Friedrich Isenflamm mit dem akademischen Beinamen Heraclianus II. unter der Matrikel-Nr. 725 zum Mitglied der Leopoldina gewählt.
Isenflamm, der 1777 die Ehrenmitgliedschaft des Erlanger Instituts der Moral und der schönen Wissenschaften erhielt,
wurde am 30. Dezember 1778 von der Erlanger philosophischen Fakultät die Doktorwürde verliehen. 1782 wurde er durch die Universität Erlangen zum Scholarchen des Gymnasiums ernannt.

## Schriften
- Dissertatio inauguralis de congestionum mechanismo. Erlangen 1749.
- De spiritu in morbis tentamen. Wien 1762.
- Versuch von denen Ursachen der gegenwärtig allgemeinen Brustkrankheiten. Wien 1762.
- De tunica cellulosa. Erlangen 1764.
- De anaemia spuria. Erlangen 1765
- Verstaltung einer Blume auf der kleinen Wolfsmilch, die einer Anemone ähnlich gesehen; in Delius Fränkischen Sammlungen. Erlangen 1765.
- Histoire de la mouche commune de nos appartemens par Guil. Fred. B. de Gleichen dit. Russworm, traduit de l’allemand. à Nuremberg. Erlangen 1766.
- Oratio in natal. Frid. Carolinae M. B. dicta de principe in populo, et populo in principe quasi vivente. Swabacum 1769.
- Nouvelles decouvertes dans le regne vegetal, ou observations microscopiques sur les parties de la generation des plantes renfermees dans leurs fleurs et sur les insectes, qui s’y trouvent, avec quelques essais sur le germe, un supplement d’observations melees et plusieurs figure en taille douce gravees et illuminees, letout ecrit et peint exactement d’apres nature par B. de Gleichen dit Russworm: traduit de l’allemand. Nürnberg 1770.
- Oratio de diverso pathematum animi in corpus imperio. Erlangen 1771.
- De diverso pathematum animi in corpus imperio.  Erlangen 1773.
- Description de Zoolithes nouvellement de couvertes d’animaux quatrupedes inconnus et des cavernes, qui les renferment, de meme que de plusieurs autres grottes remarquables, qui se trouvent dans le Marggraviat de Baireuth, par J. F. Esper. traduite de l’allemand. Nürnberg 1774
- Versuch einiger praktischen Anmerkungen über die Nerven zu Erläuterung verschiedener verborgenen Krankheiten und Zufälle. Erlangen 1774.
- Requeil des monuments des catastrophes etc. Nürnberg 1776.
- Farben-Donat, oder erleichterte Anfangsgründe der lateinischen Sprache, zum Gebrauch für Kinder vom fünften bis zum achten Jahre. Erlangen 1776.
- Zusätze zu: Stephan Blancard. Lexicon medicum. Schwickert, Leipzig 1777. Band I (A–M). Band II (N–Z).
- Versuch einiger praktischen Anmerkungen über die Muskeln zu Erläuterung verschiedener verborgenen Krankheiten und Zufälle. Erlangen 1778.
- Reductions entomologiques, par feu M. Roesel, traduits de l’allemand. Erlangen 1779.
- Versuch einiger praktischen Anmerkungen über die Knochen zu Erläuterung verschiedener verborgenen Krankheiten und Zufälle. Erlangen 1782.
- Versuch einiger praktischer Anmerkungen über die Eingeweide zu Erläuterung verschiedener verborgenen Krankheiten und Zufälle. Erlangen 1784.

Betreute Dissertationen
- Johann Christian Ehrenfried Gebauer. Methodus plantarum medicinae clinicae adminiculum. Erlangen 1764.
- Johann Paul Kutter. De anaemia vera. Erlangen 1764
- Jacob Michael Halbmaier. De cauto specificorum usu et commendatione. Erlangen 1765.
- Johann Jacob Iselin. De excoriatione morborum comite. Erlangen 1765.
- Wilhelm Christian Hammer. De musculorum varietate.  Erlangen 1765.
- Christian Heinrich Selig. De odoribus. Erlangen 1766.
- Christian Roth. Dissertatio Inauguralis Medica De Dysenteriae Affinitate. Erlangen 1766.
- Heinrich Filzhofer. De rotatione femoris. Erlangen 1767.
- Johann Philipp Steimmig. De remediis suspectis et venenatis. Erlangen 1767.
- Johann F. Dörfler. De vasis nervorum. Erlangen 1768.
- Caspar Samuel Weißmann. Diss de remediis arteriacis. Erlangen 1769.
- Johann Georg Schmidt. De difficili in observationes anatomicas epicrisi. Erlangen 1771.
- Franz Jacobi. De morbis cutaneis. Erlangen 1771.
- Johann Georg Gottfried Doppelmayr. De difficili in observationes anatomicas. Erlangen 1773
- Johann Jacob Weiß. De musculorum pathologia. Erlangen 1774.
- Ludwig Christian Voigt. De vi corporum primitiva. Erlangen 1775.
- Henricus Gotthelf Toepel. Diss. glutinis animalis cum vegetabili comparatio respectu nutritionis. Erlangen 1778.
- Johann A. Gewinner. De lingua squalida. Erlangen 1779.
- Peter J. Weismann. De causis praedisponentibus. Erlangen 1780.
- Johannes Christopherus Wegelin. De Physiognomia pathologica. Erlangen 1782.
- Diss. de similitudine viscerum, resp. J. C. L. Schnell. Erlangen 1783.
- Johann Georg Gottfried Doppelmayr. De difficili in observationes anatmicas. Erlangen 1784
- De ginglymo. Erlangen 1785.
- De extremitatum analogia. Erlangen 1785.
- Karl Gottfried Hirsekorn. De concrementis polyposis. Erlangen 1787.
- Diss. inaug. sistens arthritidis et rhevmatismi diagnosin. Erlangen 1787.
- Diss. de morbis amatoriis, resp. J. M. Vetter. Erlangen 1789.
- Diss. de deglutionis mechanismo. Resp. Chr. Fr. Wentz. Erlangen 1790.
- Diss. de phthisi nasali. Resp. C. F. Schmetzer. Erlangen 1790.
- Diss. de nisu, resp. W. H. L. Borges. Erlangen 1790.
- Dissertationes, editae a D. Joh. Christ. Fried. Isenflamm (seinem Sohne). Erlangen 1793.
- Diss. de veneni effectu. Erlangen 1797.